# ペルフルオロオクタンスルホン酸
ペルフルオロオクタンスルホン酸（ペルフルオロオクタンスルホンさん、perfluorooctanesulfonic acid）は、完全フッ素化された直鎖アルキル基を有するスルホン酸。共役塩基のアニオンが界面活性剤として用いられ、PFOS（ピーフォス、perfluorooctanesulfonate）と呼ばれる。

## 性質、合成
水溶性は低い (570 mg/L) がジメチルスルホキシド (DMSO) には溶けやすい。蒸気圧は小さい(3.31×10−4 Pa (20℃))。界面活性能が高く、水の表面張力を 15 mN/m まで低下させる。PFOSはオクタンスルホン酸フルオリドの電解フッ素化により合成される。自然界では殆ど分解されないため、『永遠の化学物質』と呼ばれることもある。

## 用途

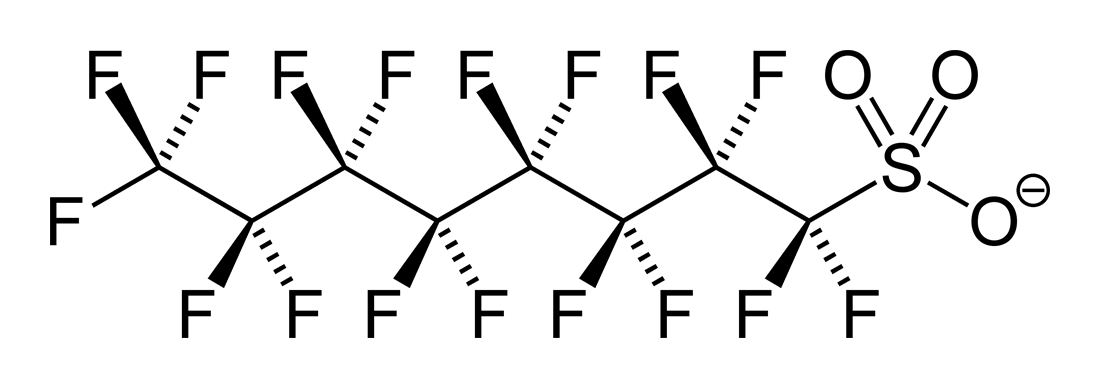
PFOS（アニオン）

PFOS は低分子化合物であり、高い親水性・親油性により界面活性能が高い。また、光学的には低屈折率であり、高い起泡性を持つ。このことから、以下の用途で広く用いられていた。
- めっき液のミスト防止剤 (泡を安定させて弾けさせないことでミスト化を防ぐ)
- 塗料のレベリング剤 (塗膜の平滑化)
- 消火剤 (水成膜泡消火薬剤や中性強化消火液)
- 殺虫剤
- 半導体リソグラフィの反射防止剤

また、PFOS が撥水撥油剤として用いられているとの誤った記載もしばしば見受けられるが、撥水撥油剤は有機フッ素化合物のモノマーを物体表面で重合させてポリマーとするもので、PFOS そのものには撥水・撥油の機能はない (そもそも PFOS は親水性・親油性が高いので、むしろ水や油に馴染んで濡れてしまう)。

## 環境汚染
2000年に大手製造メーカーであった3M社は、世界各地の野生生物中にPFOSが高濃度に検出されたことを明らかにし、2002年に製造を中止した。
2002年には経済協力開発機構 (OECD) 環境局が調査に乗り出し、『PFOS is persistent, bioaccumulative and toxic to mammalian species.』という調査報告書をまとめている。
2008年には、血清中濃度わずか 91.5 ppb で雄のマウスの免疫系に影響を及ぼすことが見いだされ、ヒトや野生動物が PFOS による免疫異常の危険に晒されている恐れが強いことが明らかになった。1000 ppb の PFOS に曝露した鶏卵から生まれた鶏では PFOS の血清中濃度は 150 ppb を超えており、脳の発育が非対称となっていたほか、抗体価も低下していた。職業的に PFOS に曝露する人では血清中の PFOS 濃度が 1000 ppb を超え、一般人でも多い人では 91.5 ppb を超えている恐れがある。一部の野生動物でも、2006年1月の調査で、卵や肝臓、腎臓、血清または血漿から高濃度の PFOS が検出された。
| 生物種             | 調査地                                       | 調査年      | 調査部位 | PFOS (ppb) |
| ------------------ | -------------------------------------------- | ----------- | -------- | ---------- |
| ハクトウワシ       | アメリカ合衆国中西部                         | 1990 - 1993 | 血漿     | 2,200      |
| アオノドヒメウ     | カリフォルニア州 (アメリカ)                  | 1997        | 肝臓     | 970        |
| イベリアウミガラス | バルト海                                     | 1997        | 卵       | 614        |
| ハシボソガラス     | 東京湾 (日本)                                | 2000        | 肝臓     | 464        |
| アビ               | ノースカロライナ州 (アメリカ)                | 1998        | 肝臓     | 861        |
| ホッキョクグマ     | サニキルーアク (カナダ ヌナブト準州)         | 2002        | 肝臓     | 3,100      |
| ゼニガタアザラシ   | ワッデン海 (デンマーク)                      | 2002        | 筋肉     | 2,725      |
| ハンドウイルカ     | チャールストン (アメリカ サウスカロライナ州) | 2003        | 血漿     | 1,315      |
| マイルカ           | 地中海 (イタリア)                            | 1998        | 肝臓     | 940        |
| ミンク             | ミシガン州 (アメリカ)                        | 2000 - 2001 | 肝臓     | 59,500     |

上記のように、野生動物からは「健康に影響を与えるレベルである」と判断するに足る量の PFOS が検出されている。人間においても、職業的に PFOS に曝露する人の血液から 12,830 ppb の PFOS が検出され、一般人では 656 - 1,656 ppb程度になり得ると考えられている。
動物実験により、PFOS はがん、子宮内胎児発育遅延および発育阻害、内分泌攪乱、さらには周産期死亡の原因となることが明らかになった。特に周産期死亡は動物実験においてもっとも重大な結果であった。また、血中の PFOS 濃度が人間や野生動物にみられるのと同レベルの雌のマウスをA型インフルエンザウイルスに感染させると、死亡率は顕著に高まった。また、PFOS により動物の出生時体重が小さくなることも確認されたが、人間においては PFOS 濃度と胎児の発育には明確な相関は見られていない。
アメリカではほぼすべての人の血清から PFOS が検出されたが、その濃度は時間が経過するにつれて減少していた。一方、これと対照的に中国では血中 PFOS 濃度は年を追って増えつつある。また、妊婦の血中 PFOS 濃度と子癇前症に関連が見られた。この他、成人において血中 PFOS 濃度の増加と甲状腺ホルモンの分泌量の変動とに相関があり、血中コレステロール上昇のリスクを高めることがわかった。アメリカの12-15歳の児童において、血中 PFOS 濃度と注意欠陥多動性障害 （ADHD）のリスク増加は四分位範囲で60 %のレベルで相関が見られた。2009年の研究で、血中の PFOS および PFOA の濃度が高い女性では、濃度が低い女性に比べて妊娠するまでの期間が長くなることが分かり、PFOS および PFOA が不妊などの生殖能力にも悪影響を及ぼす可能性が示唆されている。
2023年、市民団体による東京・多摩地域の一部住民を対象にした血液検査では、参加者全体の PFOS の血中濃度の平均値が10.8 ppb であった。

## 規制
2005年6月16日、スウェーデンは PFOS を残留性有機汚染物質に関するストックホルム条約 (POPs条約) 議定書の対象物質に追加することを提案した。
2008年にはカナダの環境保護団体 Environmental Defence がカナダ環境保護法に基づいて PFOS を全廃することを提案した。
また、日本では2008年11月21日のPRTR法施行令改正でPRTR法第一種指定化学物質になり、2009年度以降の排出移動量の届出が義務付けられた。
2009年5月4日から8日までジュネーブで開催されたPOPs条約の第4回締約国会議（COP4）において、PFOSを含む9種類の物質を同条約の附属書Bに追加することが決定された。
ヨーロッパでは、OECD の PFOS に関する研究や欧州衛生及び環境リスクに関する科学委員会によるリスクアセスメントに基づき、2006年に PFOS の最終製品および半製品への含有を質量比 0.005% 以下に規制することで実質的に全廃したが、半導体フォトリソグラフィや硬質クロムめっき液の飛散防止剤、航空用油圧作動油などの産業用途については適用除外とした。
2009年には PFOS の規制がREACH規則に盛り込まれ、2010年夏には残留性有機汚染物質規制が強化されて含有量が重量比 0.001% 以下に制限された。
日本では、2010年4月1日の化審法改正で PFOS が第一種特定化学物質に指定され、製造および輸入が許可制となり、事実上全廃された。
一方、アメリカでは2018年5月に情報自由法に基づいて、2018年1月にアメリカ合衆国環境保護庁 (EPA) とホワイトハウスおよびアメリカ合衆国保健福祉省の間で交わされた PFOS に関する議論に関する電子メールが公開された。この電子メールの中で、環境有害物質・特定疾病対策庁が実施した PFOS に関する研究結果の公表を差し控えることが取り決められていた。この研究結果では、以前 EPA が安全であるとした水準よりも低いレベルで健康被害が起こりうることが示されていた。